# ماورو غولن
ماورو غولن (بالإسبانية: Mauro Guillén)‏ هو عالم اجتماع إسباني، ولد في 1964.